# Fontaine du Palmier
La Fontaine du Palmier (1806-1808) o Fontaine de la Victoire è una fontana monumentale situata in Place du Châtelet, tra il Théâtre du Châtelet e il Théâtre de la Ville, nel I arrondissement di Parigi. Fu progettata per fornire acqua potabile alla popolazione del quartiere e per commemorare le vittorie di Napoleone Bonaparte. È la più grande fontana, ancora esistente, costruita durante il regno di Napoleone. La stazione della metropolitana più vicina è Châtelet.     

## Disegno

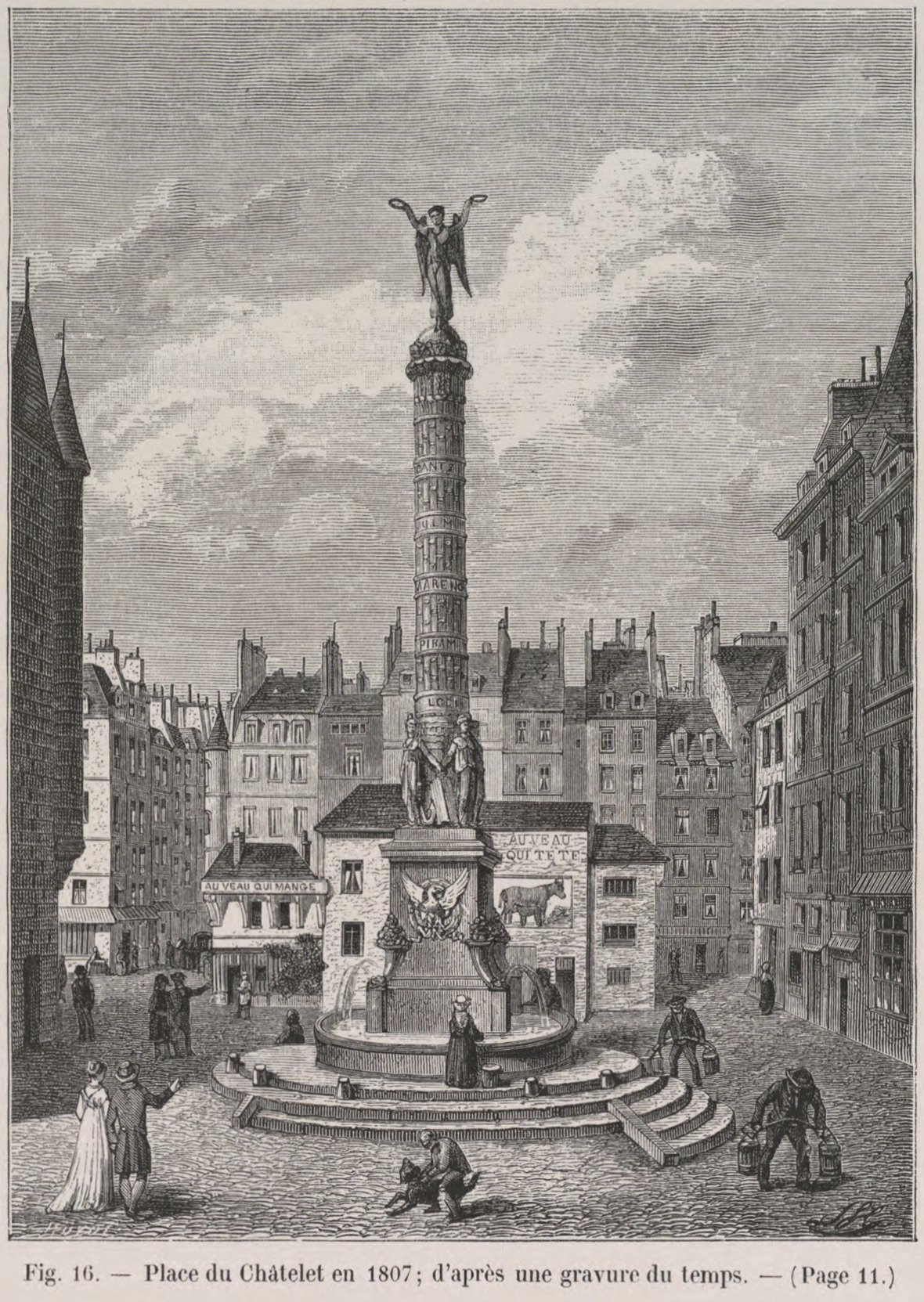
La fontana nel 1807 prima della demolizione definitiva del Grand Châtelet e prima dell'aggiunta della base nel 1858.

La Fountain du Palmier faceva parte di una serie di quindici fontane commissionate da Napoleone nel 1806 al suo ministro degli Interni, Emmanuel Cretet. Fu progettata dall'ingegnere François-Jean Bralle, che era responsabile delle fontane di Parigi e dell'approvvigionamento idrico durante il Primo Impero. Fu terminata nel 1808.
La colonna, modellata su una colonna trionfale romana, prende il nome dalle foglie di palma scolpite nella parte superiore, che commemorano la campagna d'Egitto di Napoleone. Le bande di bronzo sulla colonna rendono omaggio alle vittorie di Napoleone nell'assedio di Danzica (1807), nella Battaglia di Ulma (1805), nella battaglia di Marengo (1800), nella battaglia delle piramidi (1798) e nella battaglia di Lodi (1796).
In cima alla colonna è presente una statua della Vittoria in bronzo dorato, che porta gli allori della vittoria. Occasionalmente la statua della donna che rappresenta la vittoria viene scambiata per un uccello. La statua è opera dello scultore Louis-Simon Boizot. La presente statua è una copia; l'originale è nel cortile del Museo Carnavalet della storia di Parigi.
Intorno alla base della colonna ci sono quattro statue rappresentanti Vigilanza, Giustizia, Forza e Prudenza, anch'esse di Boizot. Il bacino inferiore della fontana, progettato dall'architetto Gabriel Davioud, fu aggiunto nel 1858 durante il regno dell'imperatore Luigi Napoleone quando la Place du Châtelet fu ampliata e la fontana fu spostata al centro durante i lavori di ristrutturazione del barone Haussmann. A quel tempo la base era anche decorata con statue di sfingi egiziane dalle quali sgorgavano getti d'acqua, scolpite da Henri Alfred Jacquemart.

## Galleria d'immagini

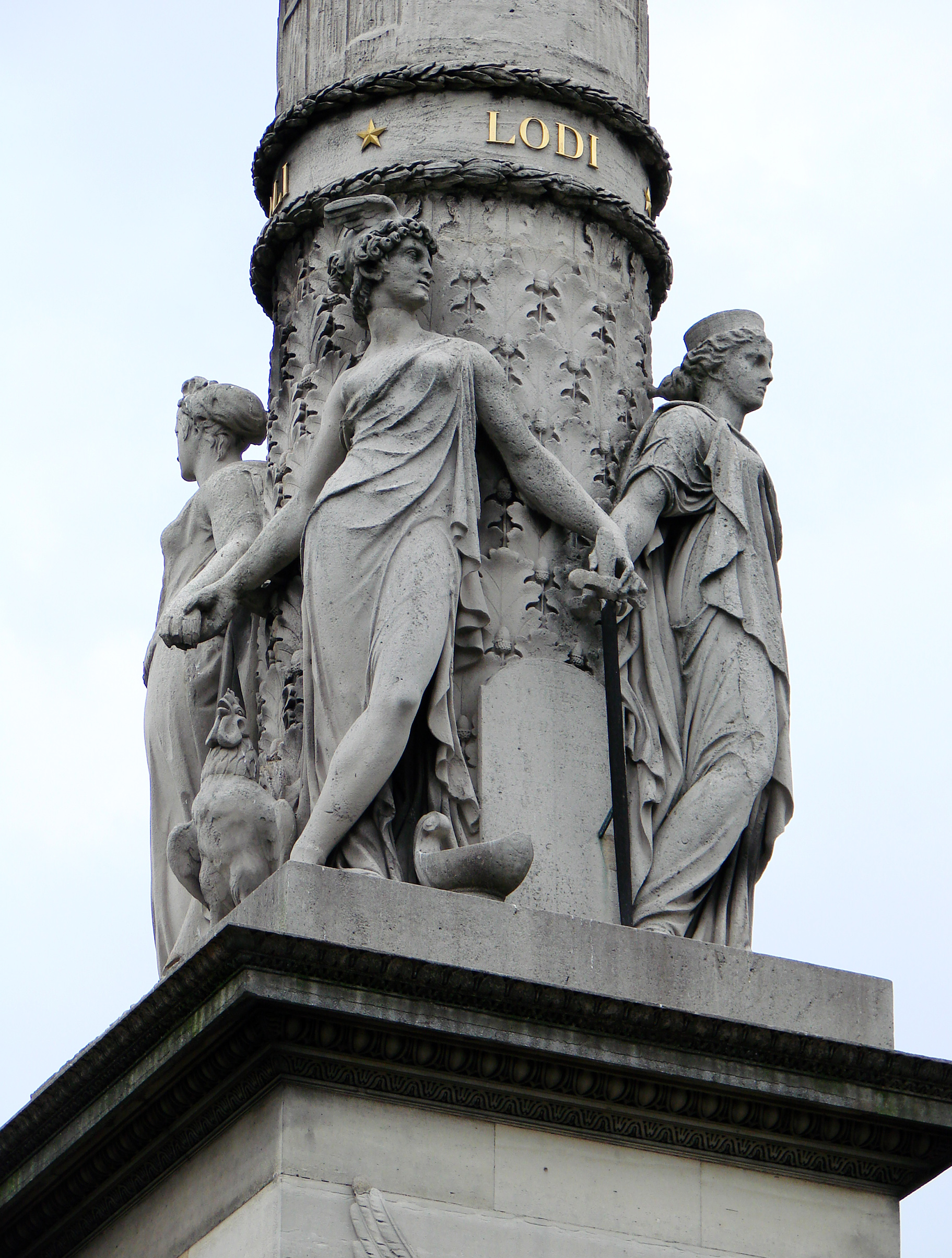
Figure di Vigilanza, Giustizia, Forza e Prudenza
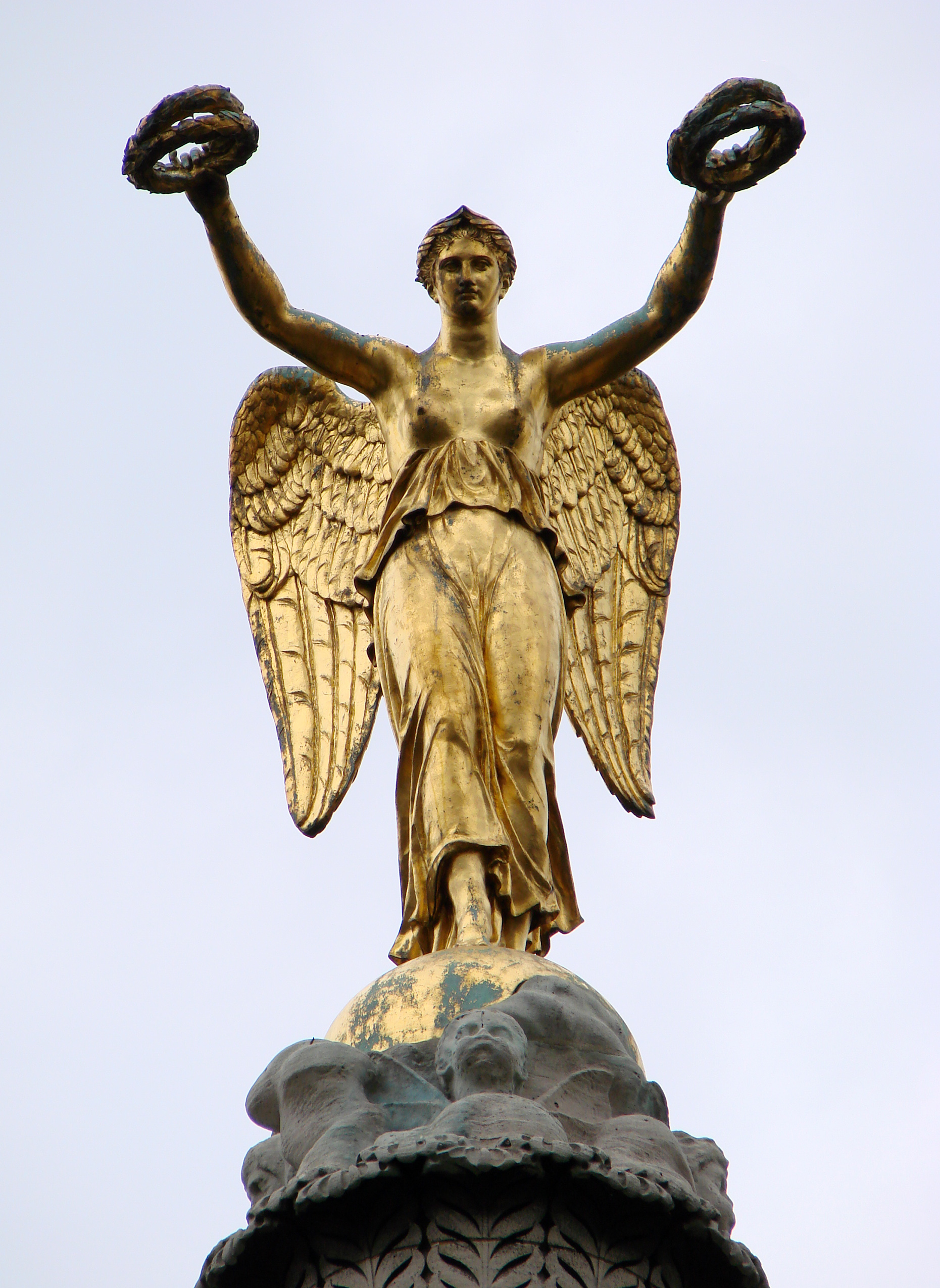
Statua della Vittoria in cima alla Fontana
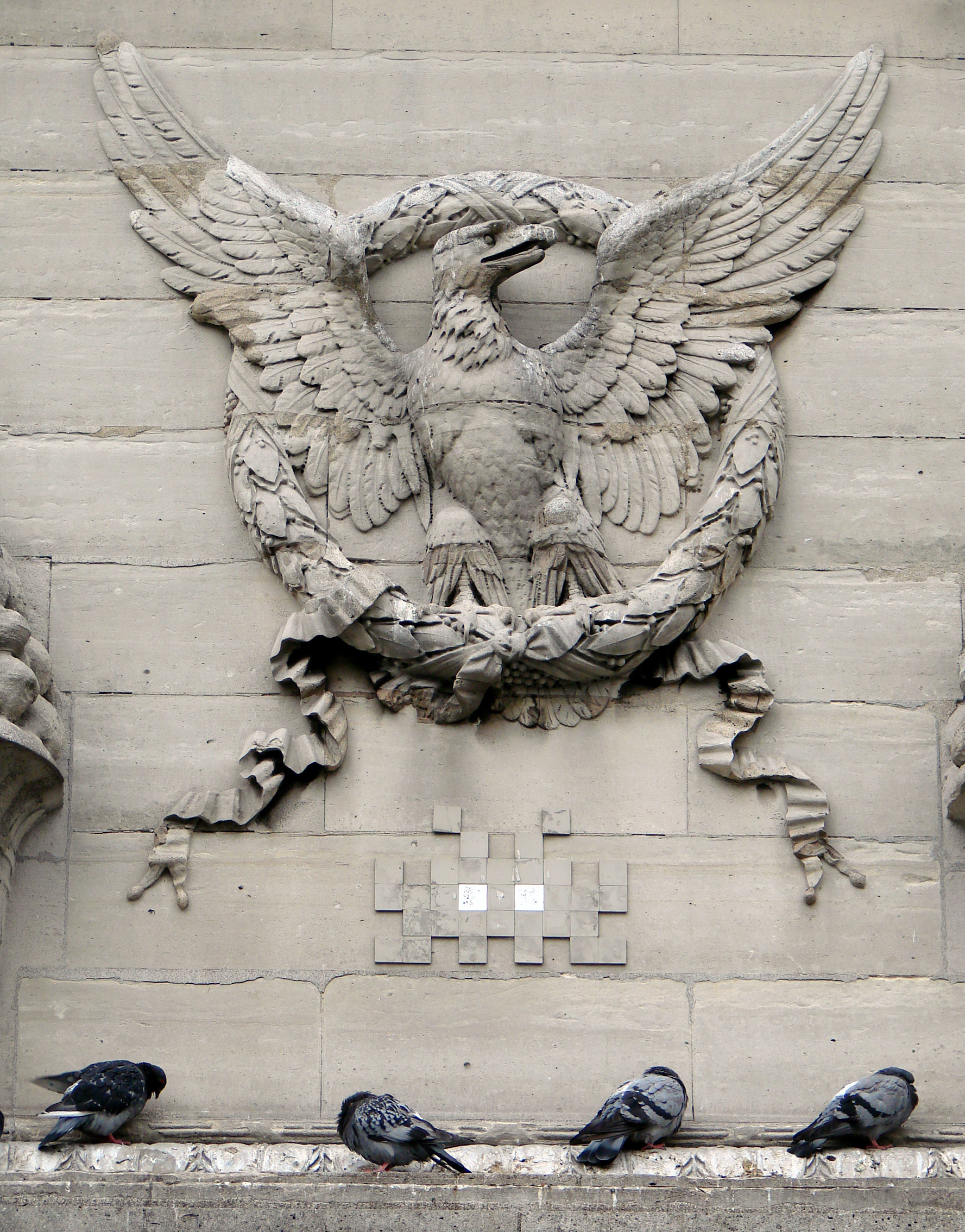
Aquila imperiale sulla Fontaine du Palmier
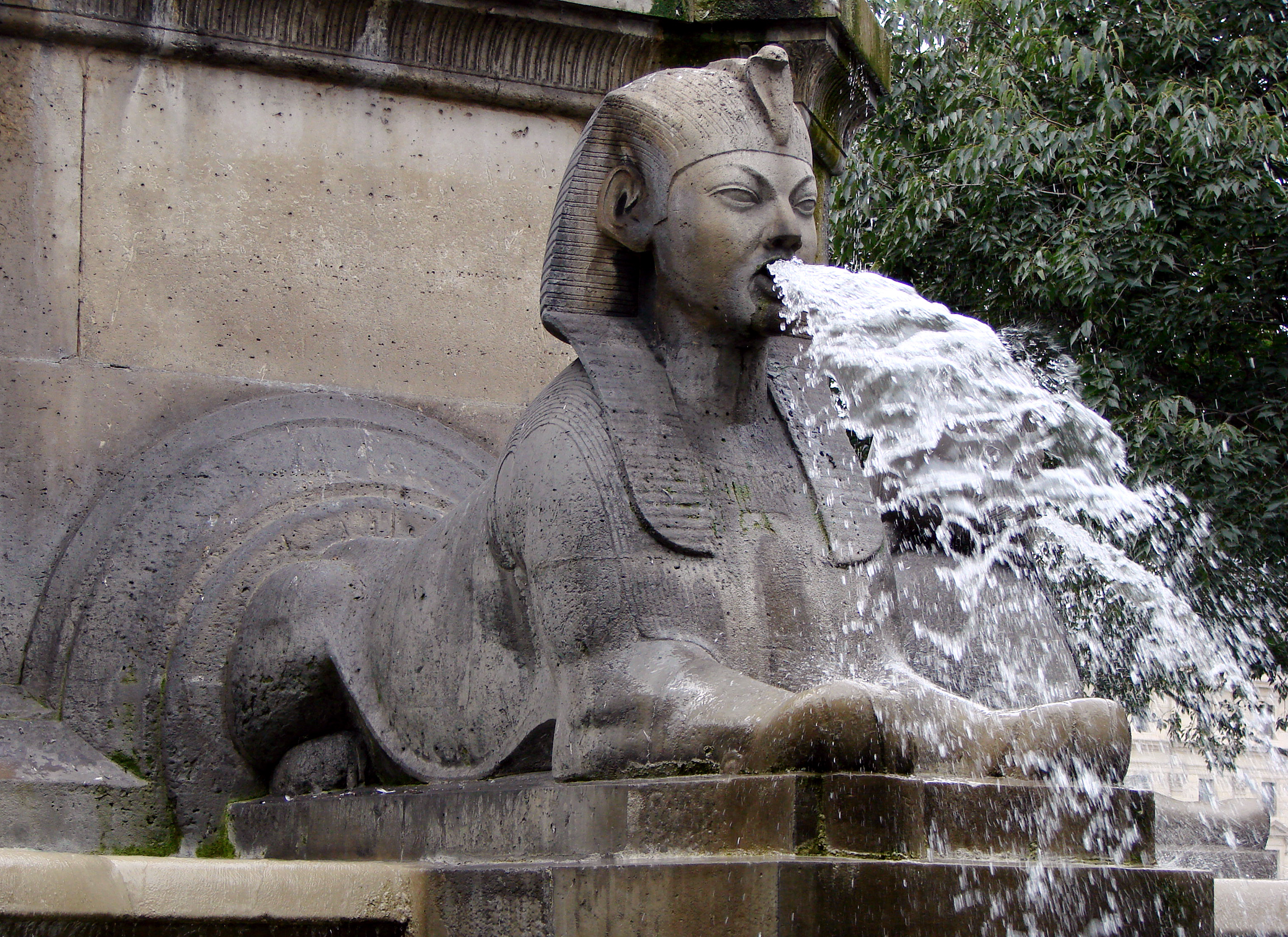
Sfinge alla base della Fontaine du Palmier
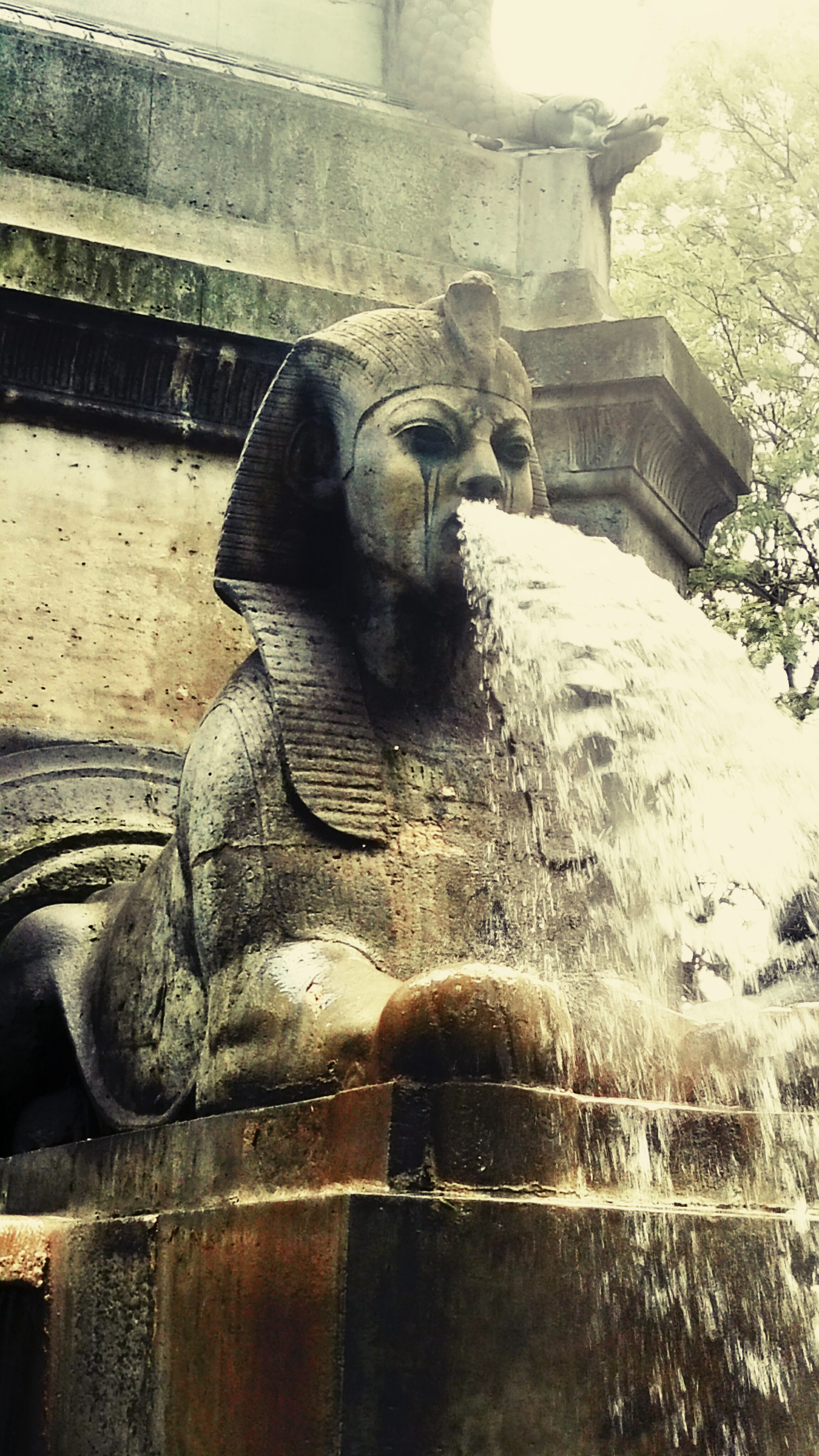
Altra sfinge alla base della Fontana